# Itakura (Klan)

Wappen der Itakura

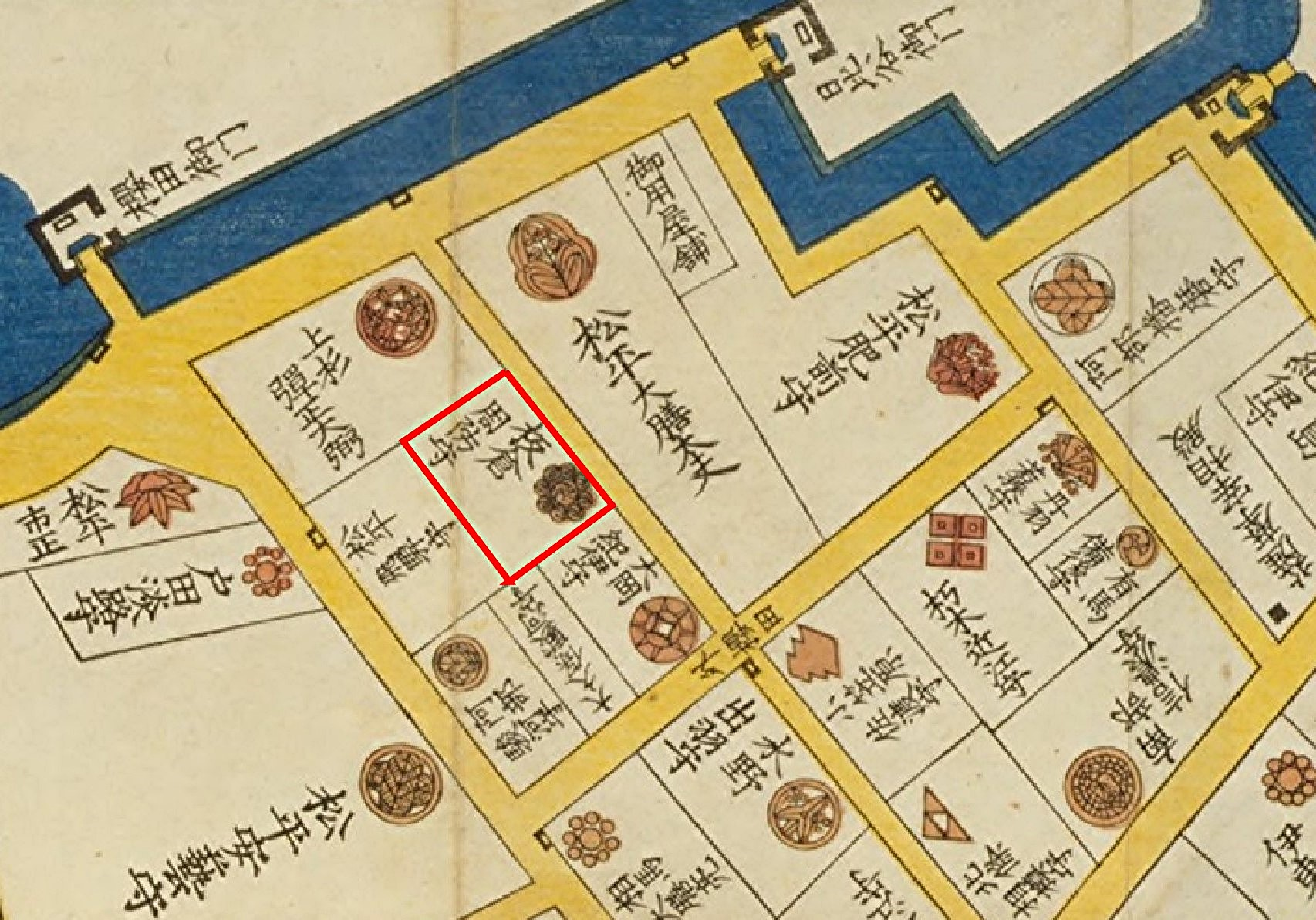
Eine Itakura-Residenz in Edo

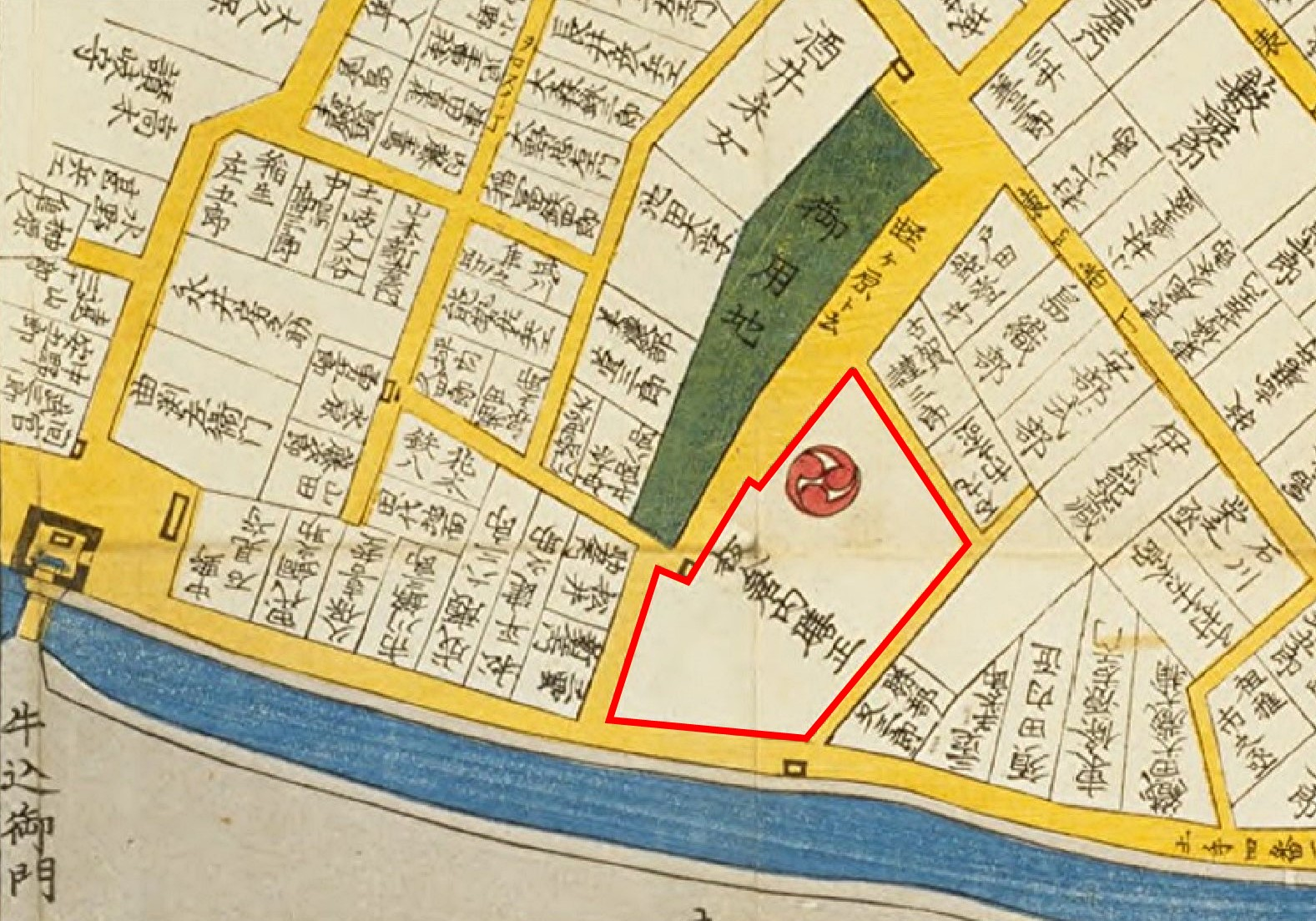
Eine Itakura-Residenz in Edo

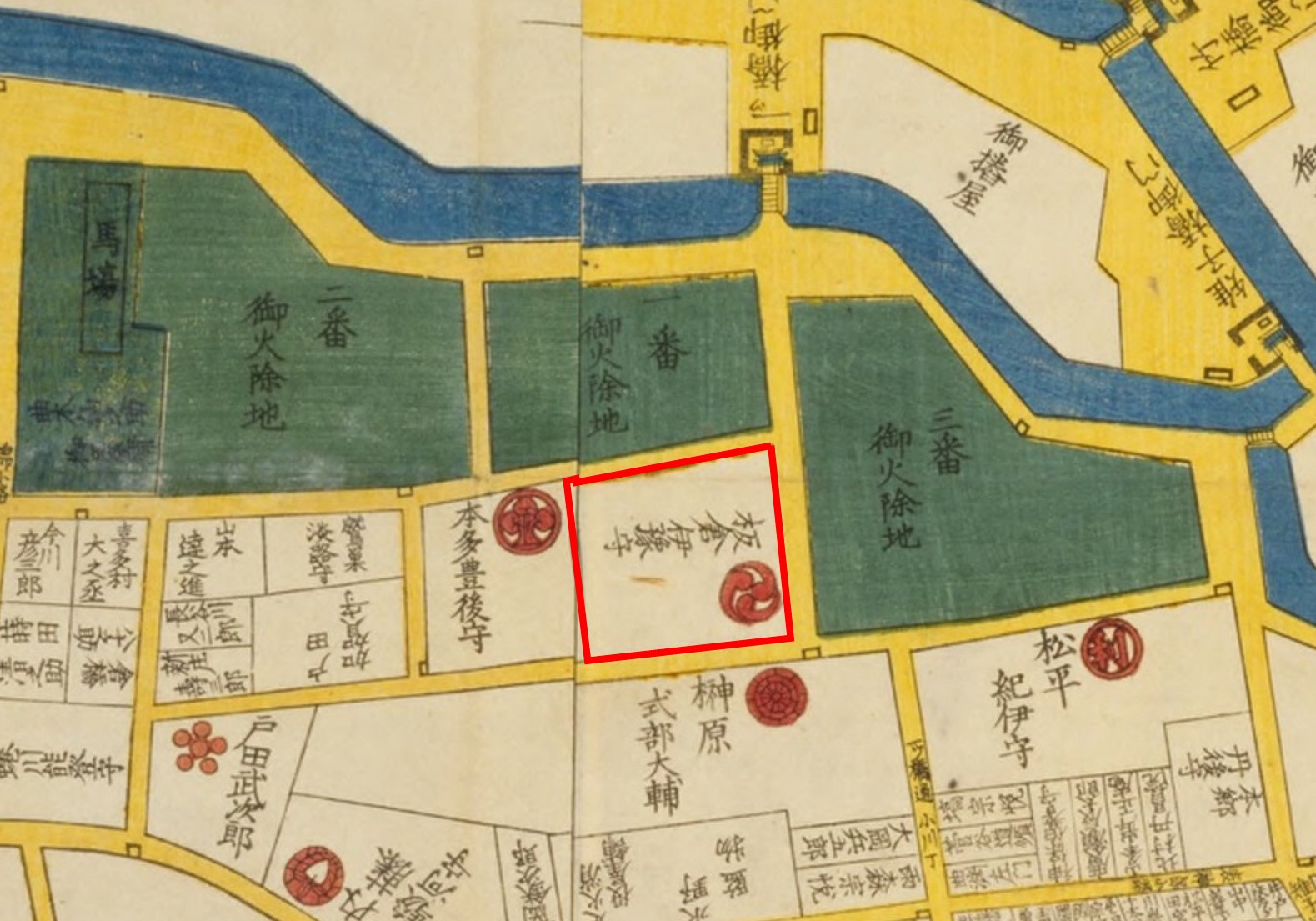
Eine Itakura-Residenz in Edo

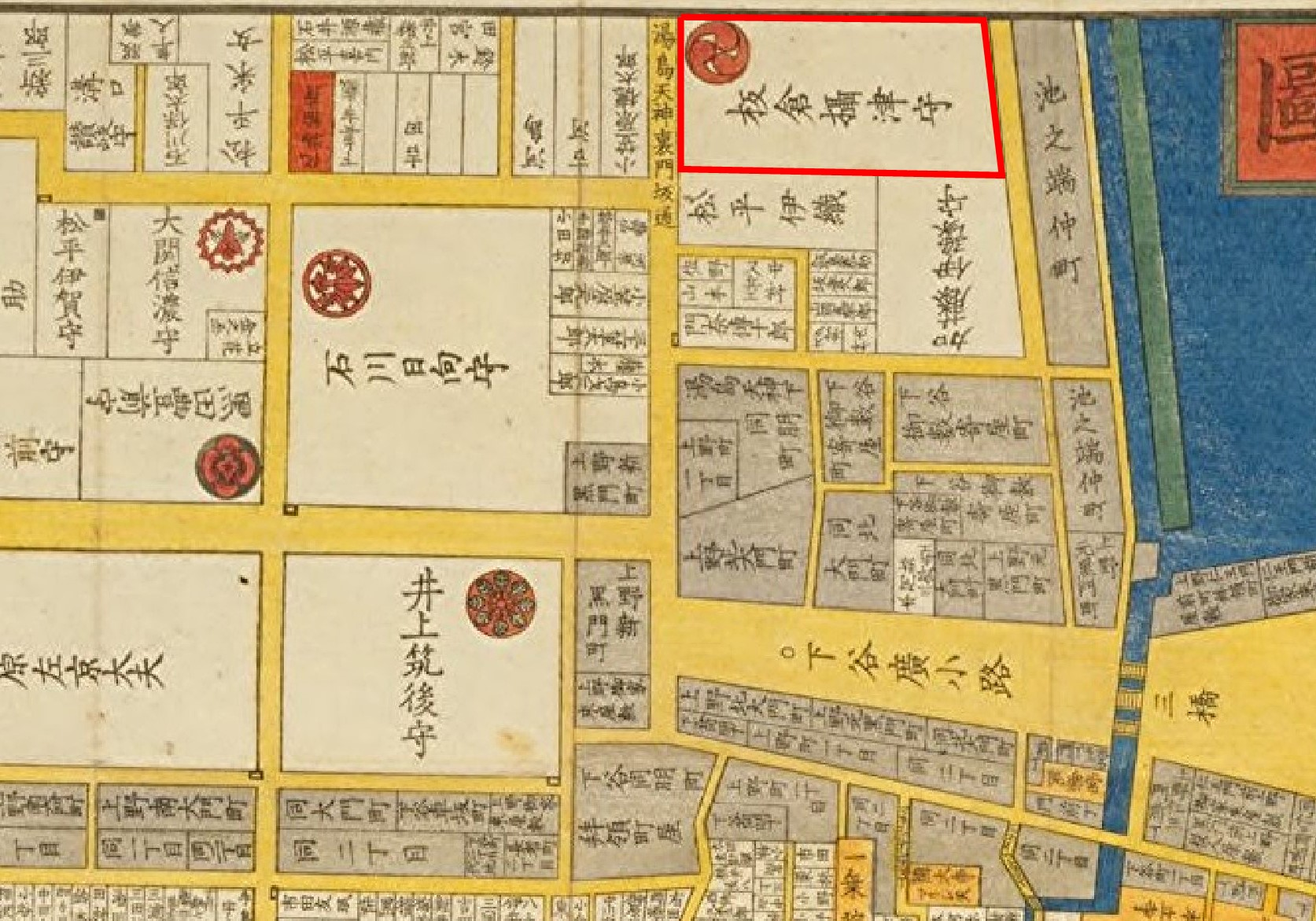
Eine Itakura-Residenz in Edo

Die Itakura (japanisch 板倉氏, Itakura-shi)  waren eine verzweigte Familie des japanischen Schwertadels (Buke) aus der Provinz Mikawa, die sich über den Shibukawa-Zweig von den Seiwa-Genji ableitete. Mit einem Einkommen von 50.000 Koku gehörten die zuletzt auf der Burg Matsuyama in Takahashi (Präfektur Okayama) residierenden Itakura zu den größeren Fudai-Daimyō der Edo-Zeit.

## Genealogie

### Hauptzweig
- Katsushige (勝重; 1542–1624) war bis 1582 Mönch, bis er dann dem Ruf Tokugawa Ieyasus folgte und das Kloster verließ. 1586 wurde er Stadtmagistrat von Sumpu (Sumpu machibugyō), 1591 Aufseher für die Kantō-Provinzen (Kantō-daikan). Nach der Schlacht von Sekigahara wurde er 1601 Oberaufseher von Kyoto (Kyōto shoshidai), ein Amt, das er zwanzig Jahre innehatte. Sein Einkommen wurde auf 40.000 Koku erhöht, er erhielt auch  den Titel Iga no kami, aber bekam keine Burg zugewiesen.
- Shigemune (重宗; 1587–1656), Katsushiges ältester Sohn, übernahm 1620 das Amt des Shoshidai, das er bis 1654 innehatte. 1656, kurz vor seinem Tod, wurde er Daimyō von Sekiyado[Anm. 1] (Shimousa) mit 50.000 Koku.
- Shigesato (重郷; 1620–1660), Shigemunes ältester Sohn, erhielt den Titel Awa no kami und übernahm das Amt des Kommissars für Tempel und Schreine (jisha bugyō). Seine Nachkommen residierten von 1669 bis 1710 in Kameyama (Ise), dann bis 1717 in Toba (Shima), bis 1744 wieder in Kameyama und schließlich bis 1868 auf der Burg Matsuyama (Bitchū) mit 50.000 Koku. Letzter Daimyō war
- Katsukiyo (勝静; 1823–1889) Nach 1868 Vizegraf.

#### Nebenzweig
- Ein Nebenzweig, der sich von Shigesatos Bruder Shigekata ableitete, residierte von 1681 bis 1702 in Annaka (Kōzuke) mit 15.000 Koku, dann in Izumi[Anm. 2] (Mutsu) mit 20.000 Koku, ab  1746 in Sagara (Tōtōmi) mit 25.000 Koku und schließlich von 1749 bis 1868 wieder in Annaka mit 30.000 Koku. Danach Vizegraf.

### Nebenzweig
- Shigemasa (重昌; 1588–1638), Katsushiges zweiter Sohn, erhielt 15.000 Koku für seine Beteiligung an der Belagerung von Ōsaka (1615), 1637 wurde er vom Shogun  Tokugawa Iemitsu mit der Unterdrückung des Aufstandes von Shimabara (Provinz Hizen) beauftragt. Er verlor bei der Belagerung der Burg Hara durch einen Pfeilschuss sein Leben.
- Shigenori (重矩; 1617–1673), ein Sohn Shigemasas, wurde Verwalter der Burg Ōsaka und übernahm das Amt des Kanzlers (rōjū) in der Shogunats-Regierung und dann 1668 das Amt des Shoshidai. 1672 erhielt er die Domäne von Karasuyama (Shimotsuke) mit 60.00 Koku.
- Shigetane (重種; 1640–1705), ein Sohn Shigenoris, wurde 1680 nach Iwatsuki[Anm. 3] (Mutsu) versetzt und im folgenden Jahr nach Sakaki (Shinano). Zwei Jahre später wurde er Mönch und teilte seinen Besitz unter seinem Sohn Shigehiro und seinem Bruder Shigeyoshi auf.
- Shigehiro (重廣) wurde nach Fukushima (Provinz Mutsu) versetzt. Er und seine Nachkommen residierten dort zuletzt mit 30.000 Koku bis 1868. Danach Vizegraf.

#### Nebenzweig
- Der mit Shigeyoshi beginnende Nebenzweig residierte von 1699 bis 1868 in einem Festen Haus (jinya) in Niwase[Anm. 4] (Bitchū) mit 20.000 Koku. Danach Vizegraf.